# Club Nacional de Football

Vlag van Club Nacional

Club Nacional de Football, bekend als Nacional, is een sportclub uit Montevideo, Uruguay die vooral bekendstaat om zijn voetbaltak. Nacional is opgericht op 14 mei 1899 en is het resultaat van de samensmelting tussen Uruguay Athletic en Montevideo Football Club. Uruguay Athletic was een club uit de wijk La Unión en is niet dezelfde als Uruguay Athletic Club dat in de begindagen van het voetbal in de hoogste klasse actief was.
Internationaal gezien is de club erg succesvol. De club heeft 21 internationale prijzen gewonnen en is daarmee de succesvolste club in internationaal clubvoetbal ter wereld. Hierbij zijn meegerekend: alle toernooien die georganiseerd zijn door twee of meer landen, continentale clubtoernooien en officiële FIFA-toernooien.
Verder is Nacional de eerste club in Uruguay en Latijns-Amerika die opgericht is door de lokale bevolking, dat wil zeggen door geboren Uruguayanen.
Nacional komt uit in de Uruguayaanse Primera División en werd daarin 48 keer kampioen. De aartsrivaal van Nacional is Peñarol; samen worden zij gezien als de grote twee uit Uruguay.

## Geschiedenis
Ten tijde van de oprichting van Nacional, eind 19e eeuw, woonde er in Uruguay 930.000 mensen en in Montevideo bijna 290.000. Daarvan was bijna de helft buitenlander, dat wil zeggen eerste generatie emigrant. Op 14 mei 1899 kwamen leden, spelers en bestuursleden van de clubs Uruguay Athletic en Montevideo Football Club bijeen in het huis van Dr. Ernesto Caprario, gelegen bij het huidige Verditheater. Het doel van deze bijeenkomst was de oprichting van Club Nacional de Football, de eerste voetbalclub in Uruguay en Latijns-Amerika opgericht door niet-Europeanen. Dit was bijzonder want alle andere clubs tot dan toe werden opgericht door Europese emigranten, in Uruguay voornamelijk door Engelsen.
De naam en de kleuren van de club werden opgedragen aan de vlag van Artigas. Vooral het nationaliteitsgevoel was belangrijk voor de club. Nacional betekent "nationaal" in het Spaans; rood, wit en blauw zijn de kleuren van de vlag van Artigas.
In 1900 werd begonnen met een competitie in Uruguay. C.U.R.C.C., Deutscher Fussball Klub, Uruguay Athletic Club en Albion FC waren de stichtende leden. Nacional diende zich ook aan maar werd geweigerd. Door goede resultaten in vriendschappelijke wedstrijden werd Nacional uitgenodigd om in de Argentijnse competitie te gaan spelen waarop de bond de club toch toeliet tot de Uruguyaanse competitie. Na een tweede plaats in het eerste seizoen achter C.U.R.C.C. werd de club in 1902 autoritair kampioen en won alle competitiewedstrijden.

## Tenue
Het huidige thuistenue bestaat uit een wit shirt, een blauwe broek en blauwe sokken. Vaak speelt de club geheel in het wit. Het uittenue bestaat uit een rood shirt, een blauwe broek en blauwe sokken. Ook hier kent men de variatie ten opzichte van de shorts en sokken (blauw of wit). Sinds 1902 wordt het logo van de club geplaatst op de shirts, toentertijd nog op de borstzak.

### Ontwikkeling
| 1899 | 1902 | 1995 | 1997 uit | 1998 uit | 2002 uit |

## Stadion
Nacional speelt bijna al haar thuiswedstrijden in het legendarische stadion Gran Parque Central, dat plek biedt aan 26.500 toeschouwers.
Het stadion is niet altijd de thuisbasis geweest van de club. In het verleden werd het Centenariostadion gebruikt voor thuiswedstrijden. Dit stadion werd gedeeld met Peñarol, dat geen eigen stadion heeft. El Superclassico, maar ook grote (inter)nationale thuiswedstrijden, worden nog steeds in dit stadion gespeeld, aangezien dit een capaciteit heeft van 70.000 en daardoor geschikter is voor wedstrijden van dit kaliber.
Gran Parque Central is bekend/beroemd om twee redenen:
- Tijdens het WK voetbal van 1930 werd op 13 juli de openingswedstrijd in dit stadion gespeeld, een wedstrijd tussen Verenigde Staten en België (3-0).
- De locatie waar het stadion zich bevindt is een belangrijke plek in de Uruguayaanse geschiedenis, namelijk de Chacra de la Paraguaya waar Uruguays nationale held José Gervasio Artigas werd uitgeroepen tot Jefe de los Orientales, in mei 1811.

## Erelijst

### Nationaal
- Primera División (49): 1902, 1903, 1912, 1915, 1916, 1917, 1919, 1920, 1922, 1923, 1924 1933, 1934, 1939, 1940, 1941, 1942, 1943, 1946, 1947, 1950, 1952, 1955, 1956, 1957, 1963, 1966, 1969, 1970, 1971, 1972, 1977, 1980, 1983, 1992, 1998, 2000, 2001, 2002, 2005, 2005/2006, 2008/2009, 2010/2011, 2011/12, 2014/15, 2016, 2019, 2020, 2022.
- Torneo Apertura (12): 1997, 1998, 1999, 2000, 2002, 2003, 2004, 2008, 2009, 2011, 2014, 2018.
- Torneo Clausura (8): 1995, 1996, 1998, 2001, 2006, 2011, 2019, 2022.
- Torneo Intermedio (4): 2017, 2018, 2020, 2022.
- Liguilla (8): 1982, 1990, 1992, 1993, 1996, 1999, 2007, 2008.
- Supercopa Uruguaya (2): 2019, 2021
- Copa Competencia (8): 1903, 1912, 1913, 1914, 1915, 1919, 1921, 1923.
- Copa de Honor (7): 1905, 1906, 1913, 1914, 1915, 1916, 1917.
- Torneo de Honor (17): 1935, 1938, 1939, 1940, 1941, 1942, 1943, 1946, 1948, 1955, 1957, 1958, 1959 (gedeeld), 1960 (gedeeld), 1961, 1962 (gedeeld), 1963.
- Torneo Competencia (13): 1934, 1942 (gedeeld), 1945, 1948, 1952, 1958, 1959, 1961, 1962, 1963, 1964 (deelt), 1967 (gedeeld), 1989.
- Torneo Cuadrangular (7): 1952, 1954, 1956, 1958, 1961, 1964, 1967.
- Liga Mayor (3): 1975, 1976, 1977.
- Campeonato Nacional General Artigas (2): 1961, 1962.
- Torneo Fermín Garicoits (1): 1965
- Torneo Ciudad de Montevideo (1): 1973.
- Torneo 50º Aniversario de Colombes (1): 1974.
- Torneo Campeones Olímpicos (1): 1974.
- Campeonato Estadio Centenario (1): 1983.

### Internationaal
- CONMEBOL Libertadores (3): 1971, 1980, 1988
- Copa Interamericana (2): 1972, 1988
- CONMEBOL Recopa (1): 1989
- Wereldbeker voor clubteams (3): 1971, 1980, 1988
- Copa Aldao (6): 1916, 1919, 1920
- Copa de Honor Cousenier (4): 1905, 1915, 1916, 1917
- Tie Cup (2): 1913, 1915
- Copa de Confraternidad Escobar-Gerona (1): 1945
- Copa del Atlántico (1): 1947

## Bekende (oud-)spelers
- Sebastián Abreu
- William Castro
- Gonzalo Castro
- Julio Dely Valdés
- Diego Godín
- Alejandro Lembo
- Nicolás Lodeiro
- Nicolás López
- Diego Lugano
- Gustavo Méndez
- Julio Montero
- Richard Morales
- Gustavo Munúa
- Álvaro Recoba
- Héctor Rial
- Gastón Pereiro
- Héctor Scarone
- Luis Suárez
- Gustavo Varela
- Pierre Webó
- Fernando Muslera

## Trainers
- Fernando Riera (1966)
- Gregorio Pérez (1985)
- Héctor Núñez (1988-1989)
- Santiago Ostolaza (2004)
- Daniel Carreño (2007)
- Gerardo Pelusso (2007-2009, 2013-heden)
- Eduardo Acevedo (2009-2010)
- Luis González (2010)
- Marcelo Gallardo (2011-2012)
- Gustavo Díaz (2012-2013)
- Rodolfo Arruabarrena (2013)

## Clubrecords
- Meeste gespeelde wedstrijden: Emilio Álvarez (511 wedstrijden)
- Langste tijd spelend voor de club: Héctor Scarone (21 jaar, van 1917 tot 1939)
- Topscorer aller tijden: Atilio García (465 doelpunten)
- Langste tijd zonder tegendoelpunt: Gustavo Munúa (963 minuten)

## Voorzitters
| Voorzitter                  | Jaar         |
| --------------------------- | ------------ |
| Dr. Sebastián Puppo         | 1899         |
| Mr. Jorge A. Ballestero     | 1900         |
| Mr. Bernardino Daglio (h)   | 1901         |
| Mr. Carlos Carve Urioste    | 1902         |
| Mr. Domingo Prat            | 1903 - 1904  |
| Mr. Luis Laventure          | 1905         |
| Dr. José María Reyes Lerena | 1906 - 1907  |
| Dr. Domingo Prat            | 1908         |
| Dr. Francisco Del Campo     | 1909         |
| Dr. Domingo Prat            | 1910         |
| Dr. José María Delgado      | 1911 - 1921  |
| Mr. Rodolfo Bermúdez        | 1922 - 1923  |
| Mr. Numa Pesquera           | 1923 - 1925  |
| Dr. Ramón Pedro Díaz        | 1926         |
| Mr. Oscar Bottini           | 1927         |
| Dr. Melitón Romero          | 1928         |
| Dr. José María Delgado      | 1929 - 1932  |
| Dr. Atilio Narancio         | 1933 - 1936  |
| Mr. A. Zapicán Falco        | 1937         |
| Dr. Raúl Blengio Salvo      | 1938         |
| Dr. Rodolfo Gorriti         | 1940 - 1945  |
| Mr. Roberto Espil           | 1946 - 1949  |
| Ac. A. Gregorio Baldizán    | 1950 - 1951  |
| Dr. S. De Brum Carbajal     | 1952 - 1953  |
| Dr. Manuel González         | 1953 - 1954  |
| Mr. Roberto Espil           | 1954         |
| Mr. José Añón               | 1955 - 1961  |
| Dr. Eduardo Pons Etcheverry | 1962 - 1967  |
| Mr. Miguel Restuccia        | 1968 - 1979  |
| Dr. J.M. Alonso Leguisamo   | 1979 - 1980  |
| Mr. Dante Iocco             | 1980 - 1982  |
| Dr. Rodolfo Sienra          | 1983 - 1985  |
| Ac. Mario Garbarino         | 1986 - 1988  |
| Mr. Roberto Recalt          | 1989 - 1991  |
| Mr. Ceferino Rodríguez      | 1992 - 1997  |
| Mr. Dante Iocco             | 1998 - 2000  |
| Ec. Eduardo Ache            | 2001 - 2006  |
| Dr. Víctor Della Valle      | 2006         |
| Dr. Ricardo Alarcón         | 2006 - 2012  |
| Ec. Eduardo Ache            | 2012 - heden |